# New Year Island
New Year Island – niewielka wyspa w Cieśninie Bassa, położona u północno-zachodnich wybrzeży wyspy King (na północny zachód od Tasmanii). W jej pobliżu znajduje się wyspa Christmas Island.
Teren wyspy obejmuje rezerwat dzikiej zwierzyny, mieszkają tam między innymi takie ptaki jak burzyk cienkodzioby (Puffinus tenuirostris), petrelek krótkodzioby (Pachyptila turtur), mewa grubodzioba (Larus pacificus), mewa czerwonodzioba (Chroicocephalus novaehollandiae) i ostrygojad australijski (Haematopus fuliginosus) oraz gady – wąż tygrysi, Egernia whitii i Niveoscincus metallicus.